# Kazimierz Pieczonka
Kazimierz Pieczonka (ur. 1925, zm. 3 sierpnia 2017) – polski inżynier mechanik. Absolwent z 1954 Politechniki Wrocławskiej. Od 1986 profesor na Wydziale Mechanicznym Politechniki Wrocławskiej.
Odznaczony Złotym Krzyżem Zasługi, Złotą Odznaką Politechniki Wrocławskiej, Złotą Odznaką Zasłużony dla Dolnego Śląska.
Pochowany na cmentarzu w Jerzmanowie.